# 2530 Shipka
2530 Shipka este un asteroid din centura principală, descoperit pe 9 iulie 1978 de Liudmila Cernîh.